# لوسیا کورمیه

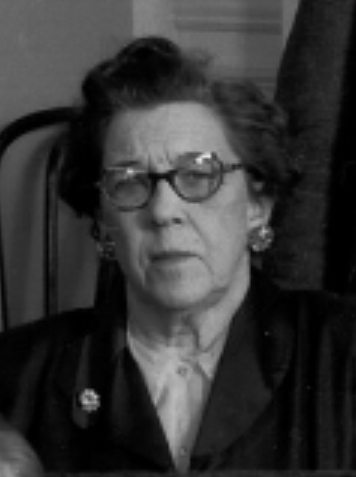
لوسیا

لوسیا کورمیه (انگلیسی: Lucia M. Cormier; ۲۰ نوامبر ۱۹۰۹ – ۲۶ ژانویهٔ ۱۹۹۳) سیاست‌مدار اهل ایالات متحده آمریکا بود.